# القاکننده آنزیم

القاکننده آنزیم

القاءکننده آنزیم به داروهایی خطاب می‌شود که با اتصال به آنزیم‌ها منجر به افزایش فعالیت متابولیک آن‌ها می‌گردند. این ترکیبات یا پس از پیوند با آنزیم این کار را میکنند یا با افزایش بیان ژن کدکننده آنزیم این کار را انجام میدهند.
مثال معروف این ترکیبات باربیتوراتها و ریفامپین هستند.